# Channel One Cup 2011
Der Channel One Cup 2011 wurde vom 15. bis 18. Dezember 2011 in Moskau und Chomutov ausgetragen. Das Turnier war Teil der Euro-Hockey-Tour-Saison 2011/12. Sieger des Turniers wurde mit zwei Siegen aus drei Spielen die schwedische Nationalmannschaft. Damit gewannen die Tre Kronor das Turnier erstmals wieder nach 14 Jahren.

## Spiele
| 15. Dezember 2011 18:20 Uhr (MEZ) | Schweden Dick Axelsson (29:49) Niklas Persson (34:33) | 2:1 (1:0, 0:2, 0:0) Spielbericht | Tschechien Petr Průcha (0:05) | Arena Chomutov, Chomutov Zuschauer: 5.225 |

| 15. Dezember 2011 20:00 Uhr UTC+4 | Finnland | 0:3 (0:1, 0:0, 0:2) Spielbericht | Russland Ilja Nikulin (16:02) Denis Kokarew (42:40) Wadim Schipatschow (55:46) | Megasport-Arena, Moskau Zuschauer: 14.000 |

| 17. Dezember 2011 14:00 Uhr UTC+4 | Russland Sergei Schirokow (30:39) Nikolai Scherdew (49:59) | 2:4 (0:1, 1:1, 1:2) Spielbericht | Schweden Staffan Kronwall (10:17) Staffan Kronwall (25:15) Dick Axelsson (44:59) Staffan Kronwall (49:44) | Megasport-Arena, Moskau Zuschauer: 12.000 |

| 17. Dezember 2011 18:00 Uhr UTC+4 | Tschechien Jakub Krejčík (7:44) Zbyněk Irgl (14:25) Zbyněk Irgl (22:16) Petr Vrána (49:26) Petr Vrána (51:21) | 5:1 (2:1, 1:0, 2:0) Spielbericht | Finnland Harri Pesonen (18:16) | Megasport-Arena, Moskau Zuschauer: 6.000 |

| 18. Dezember 2011 14:00 Uhr UTC+4 | Russland Nikolai Scherdew (7:25) Alexei Tereschtschenko (21:31) Alexander Radulow (33:30) | 3:4 n. P. (1:1, 2:1, 0:1, 0:0, 0:1) Spielbericht | Tschechien Roman Červenka (0:31) Roman Červenka (30:27) Tomáš Rolinek (47:09) Zbyněk Irgl (PS) | Megasport-Arena, Moskau Zuschauer: 14.000 |

| 18. Dezember 2011 18:00 Uhr UTC+4 | Schweden Patrik Zackrisson (5:56) Jonas Andersson (21:08) Mattias Ekholm (59:05) | 3:4 (1:1, 1:2, 1:1) Spielbericht | Finnland Ville Uusitalo (18:36) Toumas Kiiskinen (22:13) Mikko Kousa (36:05) Harri Pesonen (58:14) | Megasport-Arena, Moskau Zuschauer: 4.000 |

## Abschlusstabelle
| Platz | Mannschaft | Spiele | S | S (OT) | N (OT) | N | T    | P |
| ----- | ---------- | ------ | - | ------ | ------ | - | ---- | - |
|       | Schweden   | 3      | 2 | 0      | 0      | 1 | 9:7  | 6 |
|       | Tschechien | 3      | 1 | 1      | 0      | 1 | 10:6 | 5 |
|       | Russland   | 3      | 1 | 0      | 1      | 1 | 8:8  | 4 |
| 4.    | Finnland   | 3      | 1 | 0      | 0      | 2 | 5:11 | 3 |

## Statistik

### Beste Scorer
| Name              | Team       | Sp | T | V | Pkt | +/- | SM |
| ----------------- | ---------- | -- | - | - | --- | --- | -- |
| Staffan Kronwall  | Schweden   | 3  | 3 | 1 | 4   | +1  | 2  |
| Alexander Radulow | Russland   | 3  | 1 | 3 | 4   | +1  | 25 |
| Zbyněk Irgl       | Tschechien | 3  | 3 | 0 | 3   | +1  | 2  |
| Petr Vrána        | Tschechien | 3  | 2 | 1 | 3   | 0   | 0  |
| Dick Axelsson     | Schweden   | 3  | 2 | 1 | 3   | +1  | 2  |
| Tuomas Kiiskinen  | Finnland   | 3  | 1 | 2 | 3   | 0   | 0  |
| Carl Söderberg    | Schweden   | 3  | 0 | 3 | 3   | +1  | 2  |
| Roman Červenka    | Tschechien | 3  | 2 | 0 | 2   | +3  | 0  |
| Harri Pesonen     | Finnland   | 3  | 2 | 0 | 2   | +1  | 0  |
| Nikolai Scherdew  | Russland   | 3  | 2 | 0 | 2   | −1  | 0  |

(Legende zur Spielerstatistik: Sp oder GP = absolvierte Spiele; T oder G = erzielte Tore; V oder A = erzielte Assists; Pkt oder Pts = erzielte Scorerpunkte; SM oder PIM = erhaltene Strafminuten; +/− = Plus/Minus-Bilanz; PP = erzielte Überzahltore; SH = erzielte Unterzahltore; GW = erzielte Siegtore; 1 Play-downs/Relegation; Kursiv: Statistik nicht vollständig)

### Beste Torhüter
| Name               | Team       | Sp | Min    | SaT | GT | GTS  | SVS | Sv%   | SO |
| ------------------ | ---------- | -- | ------ | --- | -- | ---- | --- | ----- | -- |
| Viktor Fasth       | Schweden   | 2  | 120:00 | 49  | 3  | 1,50 | 46  | 93,88 | 0  |
| Konstantin Barulin | Russland   | 2  | 119:19 | 43  | 4  | 2,01 | 39  | 90,70 | 1  |
| Jakub Štěpánek     | Tschechien | 2  | 123:48 | 62  | 5  | 2,42 | 57  | 91,94 | 0  |
| Teemu Lassila      | Finnland   | 2  | 118:35 | 52  | 6  | 3,04 | 46  | 88,46 | 0  |
| Tomáš Pöpperle     | Tschechien | 1  | 60:00  | 25  | 1  | 1,00 | 24  | 96,00 | 0  |
| Michail Birjukow   | Russland   | 1  | 65:00  | 32  | 4  | 3,69 | 28  | 87,50 | 0  |
| Joacim Eriksson    | Schweden   | 1  | 58:20  | 30  | 4  | 4,11 | 26  | 86,67 | 0  |
| Mikko Koskinen     | Finnland   | 1  | 60:00  | 24  | 5  | 5,00 | 19  | 79,17 | 0  |

(Legende zur Torhüterstatistik: GP oder Sp = Spiele insgesamt; W oder S = Siege; L oder N = Niederlagen; T oder U oder OT = Unentschieden oder Overtime- bzw. Shootout-Niederlage; Min. = Minuten; SOG oder SaT = Schüsse aufs Tor; GA oder GT = Gegentore; SO = Shutouts; GAA oder GTS = Gegentorschnitt; Sv% oder SVS% = Fangquote; EN = Empty Net Goal; 1 Play-downs/Relegation; Kursiv: Statistik nicht vollständig)

## Auszeichnungen
Spielertrophäen
Die Wahl der besten Spieler des Turniers erfolgte durch die Vertreter der IIHF.
| Bester Stürmer:       | Alexander Radulow |
| Bester Verteidiger:   | Staffan Kronwall  |
| Bester Torwart:       | Viktor Fasth      |
| Wertvollster Spieler: | Zbyněk Irgl       |
| Topscorer:            | Staffan Kronwall  |